# Warwick Avenue
Warwick Avenue è un singolo della cantante britannica Duffy, pubblicato il 26 maggio 2008 come terzo estratto dal primo album in studio Rockferry.

## Descrizione
Il brano è entrato in classifica a partire dal marzo precedente grazie alle vendite dei download digitali. È stato scritto da Duffy insieme a Eg White e Jimmy Hogarth ed è stata prodotta da quest'ultimo.
Il singolo, diffuso in diversi formati, conteneva anche le b-side Loving You e Put It in Perspective, distribuite tra le diverse versioni, e ha riscosso un discreto successo di vendite, pur non bissando i risultati del precedente Mercy, singolo ancora molto programmato al momento dell'uscita di Warwick Avenue.
Il brano è stato utilizzato come colonna sonora di alcune soap opera britanniche come Eastenders, Coronation Street ed Emmerdale.

## Video musicale
Il video musicale, diretto da Daniel Wolfe e presentato in anteprima su Channel 4 il 23 aprile 2008, mostra l'uscita della stazione della metropolitana di Warwick Avenue, seguita da una lunga ripresa one shot in cui Duffy, su un taxi, esegue il brano piangendo.
In realtà la scena del taxi dovevano costituire solo una piccola parte del video, e altre scene furono girate in differenti location; ma quando Duffy, nell'eseguire il brano nel taxi, si commosse a tal punto da piangere sul serio, il regista pensò di creare il video sulla base di quell'unica ripresa.

## Tracce
7" Single (A&M / Rough Trade 176 615-0 (UMG) [eu] / EAN 0602517661509)
1. Warwick Avenue
2. Loving You

CD-Single (A&M 177569-7 (UMG) / EAN 0602517756977)
1. Warwick Avenue
2. Put It in Perspective

## Classifiche
| Classifica (2008) | Posizione massima |
| ----------------- | ----------------- |
| Austria           | 17                |
| Belgio (Fiandre)  | 14                |
| Belgio (Vallonia) | 25                |
| Danimarca         | 7                 |
| Finlandia         | 19                |
| Francia           | 14                |
| Germania          | 12                |
| Irlanda           | 11                |
| Italia            | 21                |
| Norvegia          | 15                |
| Nuova Zelanda     | 15                |
| Paesi Bassi       | 9                 |
| Regno Unito       | 3                 |
| Svezia            | 16                |
| Svizzera          | 12                |